# Noémi Ferenczy

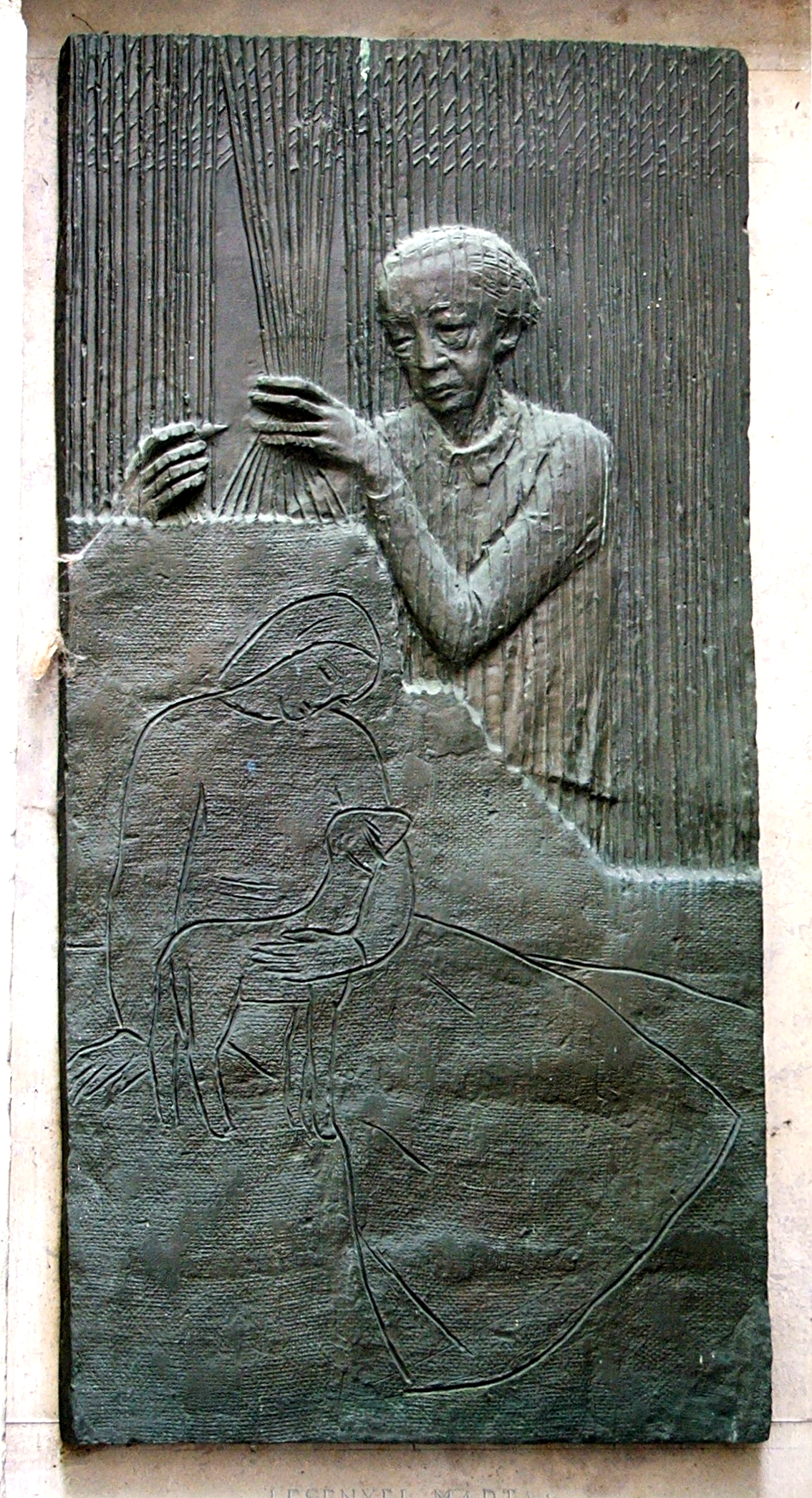
Bassorilievo raffigurante Noémi Ferenczy a Szentendre

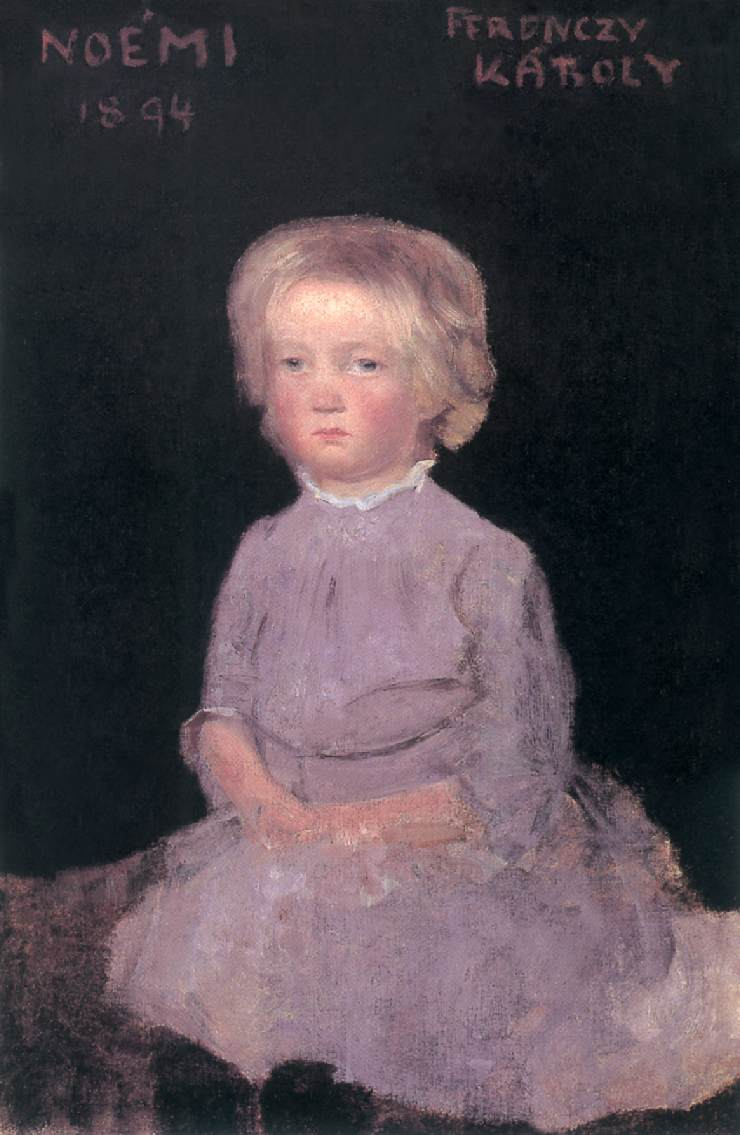
Károly Ferenczy, Noémi Ferenczy (1894)

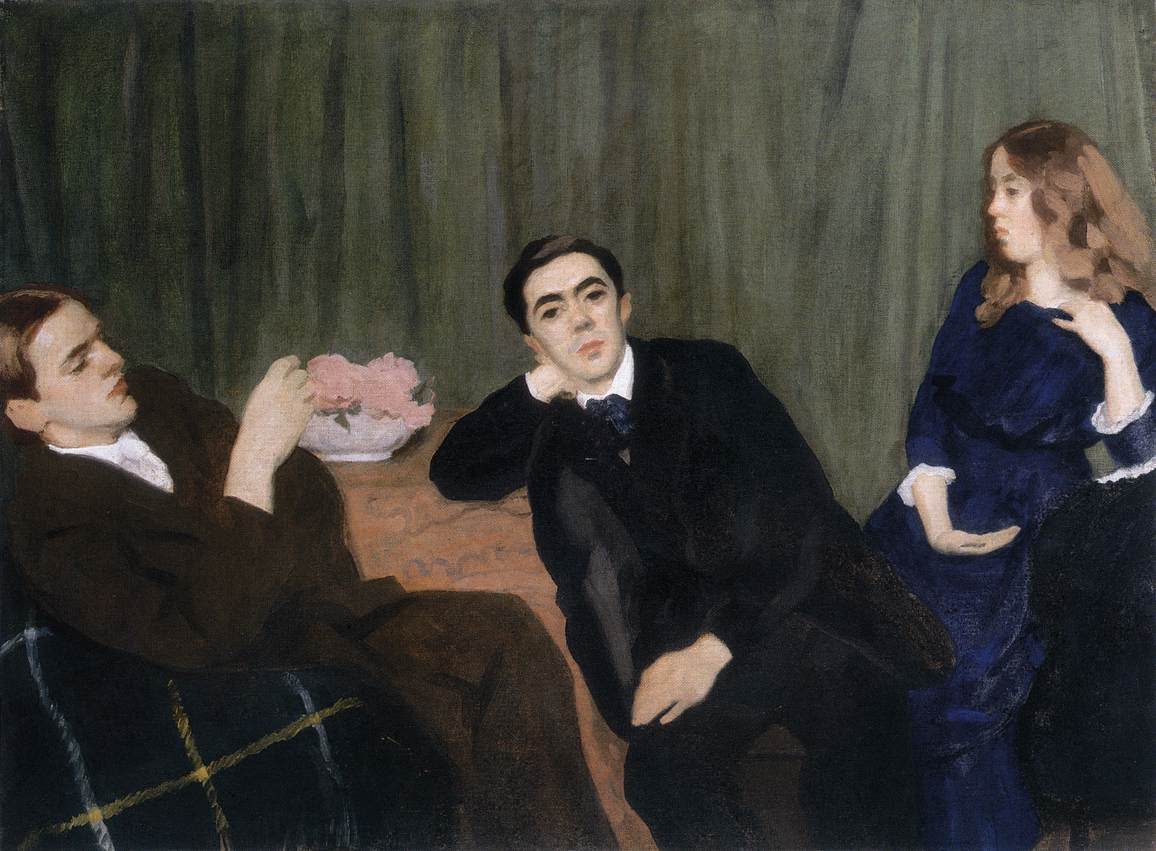
Károly Ferenczy, Noémi Ferenczy, Valér Ferenczy, Béni Ferenczy (1911) [a destra].

Noémi Ferenczy (Szentendre, 18 giugno 1890 – Budapest, 20 dicembre 1957) è stata un'artista tessile ungherese. È nota per la pittura, ma soprattutto per i suoi arazzi ispirati dal movimento di Nagybánya. Ha rilanciato e modernizzato l'arte degli arazzi in Ungheria.

## Biografia
Noémi Ferenczy nacque il 18 giugno 1890 in una famiglia di celebri artisti. Il padre, Károly Ferenczy e la madre, Olga Fialka erano pittori, suo fratello Valér Ferenczy e il gemello Béni Ferenczy erano scultori.
Crebbe con i suoi genitori presso la colonia artistica di Nagybanya (Baia Mare). Al contrario dei suoi fratelli, non frequentò la scuola, ma ricevette la sua educazione in casa, da sua madre. Fu comunque a contatto di opere d'arte e viaggiò per l'Europa. Fu nel corso di un viaggio in Francia che scoprì gli arazzi, ad Arras.
All'epoca della Repubblica Sovietica Ungherese, d'ispirazione comunista, nel 1919, ella guidava il laboratorio di tessitura della Società degli artisti di Budapest. Nel momento della caduta del governo, fu per breve tempo arrestata e dovette emigrare. Fra il 1920 e il 1932, lavorò a Baia Mare, ma trascorse lunghi periodi di tempo a Berlino e a Vienna. Nel 1922, divenne membro della Società degli artisti di Nagybánya e, nel 1924, dell'associazione di artisti Képzőművészek Új Társasága ("Nuova Società di Belle Arti"). Fu socialmente impegnata, aderì al Partito Comunista Rumeno e fu accettata dal Partito Comunista di Germania nel 1929.
Sposò il giornalista comunista Sándor Kőrösi-Krizsán, che diverrà in seguito, dopo la loro separazione, redattore capo di Radio Free Europe a Monaco di Baviera, ove morì nel 1970.
Noémi Ferenczy morì il 20 dicembre 1957 a Budapest, all'età di 67 anni. È sepolta al cimitero di Kerepesi, con i genitori e il fratello Béni.

## Carriera artistica
Nel 1913 frequentò la Manifattura dei Gobelins a Parigi, ove apprese, fra le altre cose, la tecnica dell'alto liccio. Il suo percorso artistico ebbe così inizio.
Alcune artisti ungheresi del XX secolo accettavano gli stereotipi sociali e artistici sulle donne, mentre altre rigettavano totalmente questi schemi. Noémi Ferenczy, nata in una famiglia di artisti, si confrontò con una scelta difficile, accettare la tradizione familiare, sottomettersi alle influenze oppure optare per un percorso differente. Diede prova di autonomia, rivolgendosi a un mezzo d'espressione tradizionalmente femminile, l'arte tessile. Ella la trattava alla maniera della pittura, senza considerarla un genere inferiore.
Realizzò acquarelli e disegni, di cui molti erano preparatori per la manifattura degli arazzi.
Dapprima seguì le tradizioni degli arazzi medievali francesi, con motivi floreali e sovente temi religiosi. In seguito, lungo gli anni, sviluppò il suo stile personale. Si dedicò all'intero processo creativo dalla concezione del cartone, a partire dai suoi stessi disegni, alla tessitura delle sue opere, contrariamente agli usi dell'epoca.
La sua prima opera importante la realizzò a 23 anni: Teremtés ("Creazione"). Le fece seguito Menekülés Egyiptomba ("Fuga in Egitto") nel 1917. A partire dagli anni 1920, i suoi arazzi si fecero più grandi, mentre la loro composizione e le loro forme si semplificarono (Harangvirágok, "Giacinti", 1921, e Nővérek, "Sorelle", 1921). Il messaggio divenne più universale e il suo lavoro combinava armonia e monumentalità:  Kertésznők, "Giardinieri", 1923, Fahordó nő, "Donna che porta la legna", 1925, Parasztfej kaszával, "Contadino con la falce", 1926, Piros korsós szőlőmunkásnő, "Vignaiolo", 1930, Szövőnő, "Tessitrice", 1933, Kőműves, Házépítő, Pék, "Muratore, capomastro, fornaio", 1933, etc.).
I colori lirici dei suoi arazzi inseriscono la sua arte alla scuola post-Nagybánya. Comunque la sua produzione è meno incentrata sull'individuo solitario. Esprime maggiormente un desiderio di comunità, di armonia con la natura. Faceva un largo uso del colore blu, delle linee dolci e dell'inserimento di elementi tipografici.
Abbinava talento artistico e l'inclinazione per la tessitura. In questo senso la sua opera è un crocevia tra l'artigianato tradizionale degli arazzi e l'arte degli arazzi contemporanea e apre la via a una nuova epoca per gli arazzi ungheresi · .
Nel 1922 e 1929, espose le sue opere a Berlino. Nel 1924 il suo tappeto Kertésznők ("Giardinieri") fu in mostra alla Terza Internazionale di Mosca. Bruno Paul le offrì un posto di professoressa al Vereinigten Staatsschulen für freie und angewandte Kunst, ma lei rifiutò la proposta.
Anche due mostre nei Paesi Bassi, nel 1935, furono coronate da un brillante successo.
A partire dal 1932, visse e lavorò a Budapest; insegnò all'Università delle Arti e del Design dal 1950 al 1956.
Realizzò una settantina di arazzi, ma si sono perse le tracce di una quarantina di opere. Elisabetta d'Ungheria del 1938 è stato distrutto.

### Museo Károly Ferenczy
Nel 1951 fu inaugurato il museo Károly Ferenczy a Szentendre. Presenta le opere di Károly Ferenczy, ma anche degli altri membri della famiglia Ferenczy, Noémi compresa. Nel 2020 il museo ha organizzato una mostra delle opere di grande formato di Noémi Ferenczy, che è stata la prima mostra personale dell'artista dopo il 1978, data della mostra alla Galleria nazionale ungherese. Oltre agli arazzi, erano in mostra i cartoni e schizzi a colori. Alcune opere erano in prestito da collezioni private e pubbliche, la maggior parte non era stata esposta al pubblico da decenni.

## Riconoscimenti
Ricevette il premio Kossuth nel 1948 e il premio Érdemes Művésze nel 1952.
Un premio ungherese annuale destinato agli artisti del settore delle arti applicate porta il suo nome, Ferenczy Noémi-díj. Fu attribuito per la prima volta nel 1929.

## Mostre principali
- 1978-1979 : Noémi Ferenczy - Retrospettiva, Galleria nazionale ungherese, Budapest[8]
- 2020 : Ferenczy Noémi művészete, Creation, the art of Noémi Ferenczy, Ferenczy Mùzeumi Centrum, Szentendre[15][16]

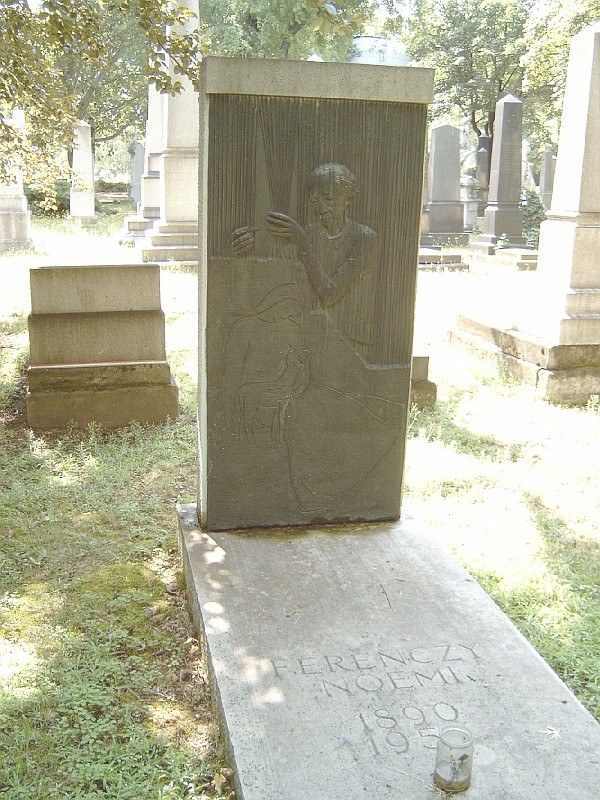
Tomba di Noémi Ferenczy al cimitero di Kerepesi a Budapest